# Flughafen Bata

i8
i11
i13
Der Flughafen Bata (spanisch Aeropuerto de Bata, IATA-Code: BSG, ICAO-Code: FGBT) ist nach den Flughäfen Malabo und Mongomeyen der drittgrößte Flughafen in Äquatorialguinea.
Der Flughafen befindet sich ungefähr sieben Kilometer nordöstlich von Bata und etwa vier Kilometer südlich von Utonde. Die 3,3 km lange Piste wird nur tagsüber bei guter Sicht betrieben. Die staatliche Fluggesellschaft und vier private Fluggesellschaften stellen den größten Wirtschaftszweig von Bata dar. An inländischen Zielen werden neben der Route zur Hauptstadt Malabo auch Annobón oder Mongomo bedient. Der Flughafen ist groß genug zum Abfertigen einer Boeing 737. Im Jahr 2001 wurden 15.000 Passagiere abgefertigt. Im Juli 2002 wurde das gesamte Personal des Flughafens verhaftet, weil es einem Führer der Popular Union, einer Oppositionspartei, das Besteigen eines Flug nach Gabun ermöglichten. Die Turmfrequenz ist 118,800 MHz (VHF).